# American Trotting Classic
American Trotting Classic var ett årligt travlopp för amerikanskfödda travare som kördes på tre olika travbanor i Kalifornien mellan 1955 och 1981. Finalloppet kördes på Hollywood Park Racetrack i Inglewood i Kalifornien. Loppet kördes inledningsvis över distansen 1609 meter med autostart (1955–1960) men utökades sedan till distansen 1 811 meter med autostart. (1961–1981).
American Trotting Classic ersatte loppet Golden West Trot som hade körts mellan 1946 och 1954 på både Santa Anita Park och Hollywood Park. Loppet kördes samtidigt som American Pacing Classic för passgångare.

## Segrare
| År   | Häst             | Kusk                    | Tränare              | Distans    | Tid    | Prissumma |
| ---- | ---------------- | ----------------------- | -------------------- | ---------- | ------ | --------- |
| 1981 | Dante Jay        | Etienne S. Desomer      | Robin Clements       | 1 1/8 mile | 2:12.2 | $123 500  |
| 1980 | Classical Way    | John F. Simpson, Jr.    | John F. Simpson, Jr. | 1 1/8 mile | 2:11.3 | $94 000   |
| 1979 | Jurgy Hanover    | Peter Haughton          | Billy Haughton       | 1 1/8 mile | 2:12.3 | $92 000   |
| 1978 | Keystone Pioneer | Billy Haughton          | Billy Haughton       | 1 1/8 mile | 2:15.2 | $100 800  |
| 1977 | Ima Lula         | Joe O'Brien             | Joe O'Brien          | 1 1/8 mile | 2:13.4 | $100 750  |
| 1976 | Keystone Pioneer | Billy Haughton          | Billy Haughton       | 1 1/8 mile | 2:12.3 | $109 800  |
| 1975 | Savoir           | James D. Dennis         | Mel Smorra           | 1 1/8 mile | 2:14.1 | $104 900  |
| 1974 | Savoir           | James D. Dennis         | Mel Smorra           | 1 1/8 mile | 2:13.3 | $109 550  |
| 1973 | Elesnar          | Percy Robillard         | Percy Robillard      | 1 1/8 mile | 2:16.0 | $100 000  |
| 1972 | Dayan            | William Myer            | William Myer         | 1 1/8 mile | 2:19.4 | $100 000  |
| 1971 | Fresh Yankee     | Joe O'Brien             | Joe O'Brien          | 1 1/8 mile | 2:20.4 | $100 000  |
| 1970 | Dayan            | William Myer            | William Myer         | 1 1/8 mile | 2:13.2 | $100 000  |
| 1969 | Fresh Yankee     | Joe O'Brien             | Joe O'Brien          | 1 1/8 mile | 2:15.0 | $100 000  |
| 1968 | Lady B Fast      | William Popfinger       | William Popfinger    | 1 1/8 mile | 2:15.2 | $75 000   |
| 1967 | Grandpa Jim      | Robert G. Farrington    | Robert G. Farrington | 1 1/8 mile | 2:13.4 | $60 000   |
| 1966 | Earl Laird       | Robert J. Williams, Sr. | Jimmy Cruise         | 1 1/8 mile | 2:13.2 | $50 000   |
| 1965 | Armbro Flight    | Joe O'Brien             | Joe O'Brien          | 1 1/8 mile | 2:15.3 | $50 000   |
| 1964 | Marco Hanover    | Richard J. Buxton       | Richard J. Buxton    | 1 1/8 mile | 2:14.0 | $50 000   |
| 1963 | Porterhouse      | Earle Avery             | Earle Avery          | 1 1/8 mile | 2:15.0 | $50 000   |
| 1962 | Duke Rodney      | Billy Haughton          | Edward T. Wheeler    | 1 1/8 mile | 2:15.2 | $50 000   |
| 1961 | Air Record       | George Sholty           | George Sholty        | 1 1/8 mile | 2:17.2 | $80 000   |
| 1960 | Silver Song      | Howard B. Camden        | Howard B. Camden     | 1 mile     | 2:01.3 | $85 000   |
| 1959 | Senator Frost    | Richard J. Buxton       | Richard J. Buxton    | 1 mile     | 1:57.3 | $85 000   |
| 1958 | Charming Barbara | Billy Haughton          | Billy Haughton       | 1 mile     | 2:00.1 | $75 000   |
| 1957 | Galophone        | Robert Walker           | Robert Walker        | 1 mile     | 2:00.4 | $75 000   |
| 1956 | Scott Frost      | Joe O'Brien             | Joe O'Brien          | 1 mile     | 1:58.3 | $75 000   |
| 1955 | Scott Frost      | Joe O'Brien             | Joe O'Brien          | 1 mile     | 1:59.3 | $75 000   |